# Cece di Navelli
Il cece di Navelli è una varietà di cece coltivata in Abruzzo ed in particolare a Navelli nella provincia dell'Aquila. Fa parte dei prodotti agroalimentari tradizionali abruzzesi e dei Presidi Slow Food dell’Abruzzo.